# Jay-Z
Shawn Corey Knowles-Carter (n. 4 decembrie 1969), cunoscut și sub numele de Jay-Z, este un rapper, om de afaceri, producător de discuri, antreprenor, filantrop și actor american. El este recunoscut pe plan internațional pentru colaborările sale consacrate. Este unul dintre cei mai de succes antreprenori și artiști hip-hop din America. În 2012, Forbes a estimat averea netă a lui Carter la 500 de milioane de dolari americani. El a vândut aproximativ 50 de milioane de albume în întreaga lume și a primit paisprezece premii Grammy pentru activitatea sa muzicală și numeroase alte nominalizări. Fiind constant considerat unul dintre cei mai mari rapperi ai tuturor timpurilor a fost clasat de MTV pe locul 1 în topul The Greatest MCs of All-Time în 2006. Două dintre albumele sale: Reasonable Doubt (1996) și The Blueprint (2001) sunt considerate ca fiind repere în acest gen de muzică amândouă fiind incluse în clasamentul celor mai bune 500 de albume ale tuturor timpurilor realizat de revista Rolling Stone.
Jay-Z este coproprietar al 40/40 Club este acționar la Brooklyn Nets din NBA și este partener la linia de îmbrăcăminte Rocawear. Este fostul CEO de la Def Jam Recordings, cofondator la Roc-A-Fella Records și fondatorul Roc Nation. Ca artist, el deține recordul pentru cele mai multe albume pe primul loc pentru un artist solo în Billboard 200 cu doisprezece. Jay-Z a avut de asemenea patru melodii pe primul loc în Billboard Hot 100, unul ca artist principal. Pe 11 decembrie 2009, Jay-Z a fost clasat ca al zecelea cel mai de succes artist al anilor 2000 de către revista Billboard și ca al cincilea artist bărbat solo și ca al patrulea rapper în spatele lui Eminem, Nelly și 50 Cent. De asemenea a fost clasat pe locul 88 în topul celor mai mari artiști toate timpurile de către Rolling Stone. S-a căsătorit cu cântăreața americană de R&B Beyoncé Knowles în 2008. Ei au 3 copii. O fată pe nume Ivy Blue Carter, 2 gemeni Rumi și Sir Carter.

## Discografie
Albume de studio
- Reasonable Doubt (1996)
- In My Lifetime, Vol. 1 (1997)
- Vol. 2... Hard Knock Life (1998)
- Vol. 3... Life and Times of S. Carter (1999)
- The Dynasty: Roc La Familia (2000)
- The Blueprint (2001)
- The Blueprint2: The Gift & The Curse (2002)
- The Black Album (2003)
- Kingdom Come (2006)
- American Gangster (2007)
- The Blueprint 3 (2009)
- Magna Carta Holy Grail (2013)
- 4:44 (2017)

Albume în colaborare
- The Best of Both Worlds (with R. Kelly) (2002)
- Unfinished Business (with R. Kelly) (2004)
- Collision Course - EP (with Linkin Park) (2004)
- Watch the Throne (with Kanye West) (2011)

## Filmografie
- Streets Is Watching (1998)
- Backstage (2000)
- State Property (2002)
- Paper Soldiers (2002)
- Fade to Black (2004)
- Made in America (2013, documentary)
- Annie (2014, producer)

## Turnee
Cap de afiș
- American Gangster Live (2007)
- Jay-Z Fall Tour (2009)
- The Blueprint 3 Tour (2009)
- Magna Carter World Tour (2013–14)

Co-Headlining
- Best of Both Worlds Tour (cu R. Kelly) (2004)
- Heart of the City Tour (2007) (cu Mary J. Blige) (2009)
- Jay-Z & Ciara Live (cu Ciara) (2009)
- The Home & Home Tour (cu Eminem) (2010)
- Watch the Throne Tour (cu Kanye West) (2011–12)
- Legends of the Summer (cu Justin Timberlake) (2013)
- On the Run Tour (cu Beyonce) (2013–14)

Supporting
- Projekt Revolution 2008 Europe (cu Linkin Park) (2008)
- U2 360 Tour (cu U2) (2009–11)

## Cărți
- Decoded de Jay-Z (2010: Spiegel & Grau, 336 pages) ISBN 978-1-4000-6892-0. Part memoir and part a collection of Jay-Z lyrics with the stories behind them.[19]